# Рюкюйская летучая лисица
Рюкюйская летучая лисица (лат. Pteropus dasymallus) — вид летучих мышей семейства крылановых. Встречается в Японии, на Тайване, а также на островах Батанес и Бабуян на Филиппинах. Его естественной средой обитания являются субтропические или тропические сухие леса и субтропические или тропические болота. Виду угрожает потеря среды обитания и истребление охотниками ради еды, и IUCN классифицирует его как «уязвимый».

## Таксономия и этимология
Он был описан как новый вид в 1825 году голландским зоологом Конрадом Якобом Темминком. Темминк приобрел образцы, использованные для его описания, у голландского бизнесмена Яна Кока Бломхоффа. Видовое название происходит от др.-греч. dasús «волосатый» и древнегреческого mallós «шерстистый»; Темминк описал его мех как длинный и пушистый. Выделяют пять подвидов:
- Pteropus dasymallus daitoensis
- Pteropus dasymallus dasymallus
- Pteropus dasymallus formosus
- Pteropus dasymallus inopinatus
- Pteropus dasymallus yayeyamae

Подвиды основаны на популяциях, обитающих на разных островах.

## Описание
Рюкюйская летучая лисица немного меньше, чем индийская летучая лисица, с размахом крыльев 1,24–1,41 м. Она весит 400–500 г. Его предплечье имеет длину примерно 140 мм. Тело летучей мыши покрыто длинными волосками, из-за чего кажется почти пушистым. Летучая мышь красновато-коричневого цвета с желтовато-белым затылком. Его уши маленькие и заостренные, и их трудно увидеть под густым мехом. Его лётные перепонки тёмно-коричневого цвета.

## Биология и экология
В основном она плодоядная, поедает плоды не менее 53 видов растений; цветы 20 видов растений; листья 18 видов растений; и кору одного вида растений. Также было замечено, что он поедает восемь различных видов насекомых. Китайский баньян является важным источником пищи круглый год. Это важный опылитель подвида Schima wallichii, вечнозеленого дерева. Он также опыляет вид мукуны Mucuna macrocarpa. Это ночной вид, обычно уединяющийся на деревьях в течение дня и кормящийся ночью. Рюкюанская летучая лисица способствует распространению семян, поскольку семена из переваренных плодов откладываются в виде гуано на расстоянии до 1833 м от родительских деревьев.

## Распространение и среда обитания
Обитает на Тайване, в Японии и на Филиппинах. В Японии встречается на островах Осуми, Токара, Окинава, Мияко, Яэяма и Дайто. На Филиппинах присутствует в Батане, Далупири и Фуге. Его среда обитания - леса, где он ночует в течение дня на деревьях, поодиночке или небольшими группами.

## Статус
Самая большая популяция этих летучих мышей, вероятно, находится на Филиппинах и считается стабильной. По оценкам, в Японии насчитывается более пяти тысяч особей, но на Тайване количество летучих мышей значительно сократилось. Этот вид сталкивается с рядом угроз. На некоторые популяции на Филиппинах охотятся для потребления, и эта летучая мышь считается деликатесом на Бабуян-Кларо. В Японии потеря среды обитания является основной угрозой, но некоторые особи запутываются в сетях, расставленных для защиты цитрусовых культур, а другие получают удары током от линий электропередач. В целом, большинство популяций сокращается, хотя к 2008 году, когда  IUCN удалил эту летучую мышь из категории «находящиеся под угрозой исчезновения» и поместил ее в категорию «уязвимые», ситуация, похоже, в некоторой степени стабилизировалась.

## Отношение к людям
В первоначальном описании Темминка он написал, что он «опустошает» сады. Их нападение на сады побудило префектуру Окинавы начать расследование в 2012 году. В двух деревнях, обследованных в 2013 году, было подсчитано, что летучие лисицы ежегодно наносят ущерб цитрусовым культурам на сумму 19 миллионов иен (175 тысяч долларов США). Многие японские фермеры считают, что летучая лисица Рюкю является вредителем, с которым следует бороться путем выбраковки (процесс отделения организмов от группы в соответствии с желаемыми или нежелательными характеристиками).